# Mesiotelus patricki
Espèce
Mesiotelus patricki est une espèce d'araignées aranéomorphes de la famille des Liocranidae.

## Distribution
Cette espèce est endémique de la province du Golestan en Iran,. Elle se rencontre vers Gol-e Loweh et Tang-e Rah.

## Description
Le mâle holotype mesure 5,22 mm.
La femelle décrite par Zamani, Fomichev, Naumova, Kaya et Marusik en 2024 mesure 5,50 mm.

## Systématique et taxinomie
Cette espèce a été décrite par Zamani et Marusik en 2021.

## Étymologie
Cette espèce est nommée en l'honneur de L. Brian Patrick.

## Publication originale
- Zamani & Marusik, 2021 : « A new genus and ten new species of spiders (Arachnida, Araneae) from Iran. » ZooKeys, no 1054, p. 95-126 (texte intégral).